# 툰호선

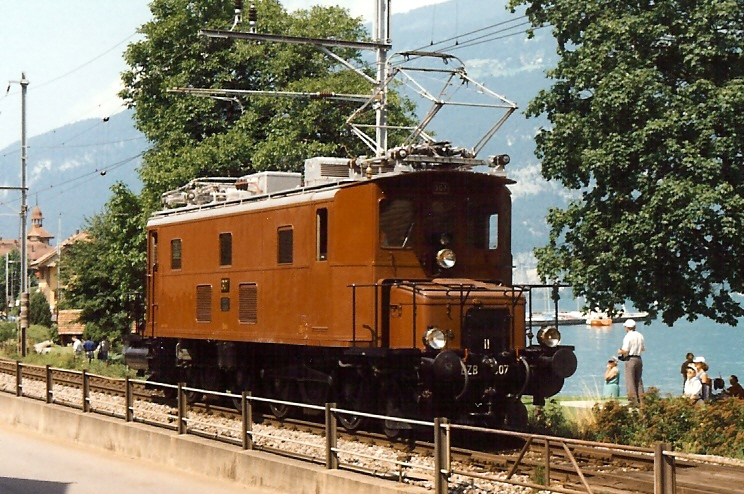
델리겐의 역사적인 BLS 차량

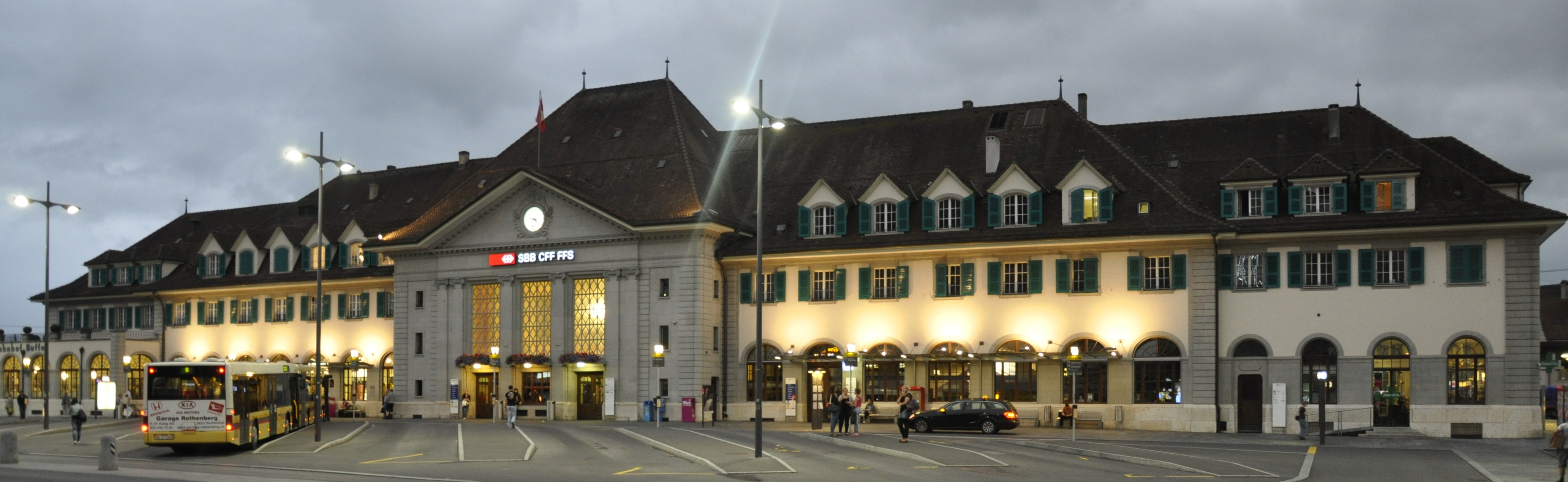
툰역

툰호선(Lake Thun railway line)은 스위스 베른주의 철도 노선이다. 그것은 주로 툰 호수의 남쪽 해안을 따라 달리는 툰, 슈피츠, 인터라켄 마을을 연결한다. 이 노선은 1893년 툰호 철도(Thunerseebahn, TSB) 회사에서 개통했지만, 1872년으로 거슬러 올라가는 초기 뵈델리 철도(독일어: Bödelibahn)의 대부분을 통합했다.
이 노선은 길이가 27.9km이며, 현재 BLS AG 철도 회사가 소유와 운영하고 있다. 인터라켄을 오가는 교통체증 외에도 툰과 슈피츠 사이의 구간은 뢰치베르크선을 오가는 교통량이 많다.

## 역사
툰호선의 역사는 툰 호수와 브리엔츠 호수의 운송 서비스와 연결되어 있다. 이는 최초의 증기선이 도입된 최소 1834년으로 거슬러 올라간다. 두 호수는 인터라켄을 통해 5.5km 길이의 아레강으로 연결되어 있지만, 강은 항해할 수 없어 6m 높이에서 몇 개의 둑을 통과한다.
1872년에 뵈델리 철도의 첫 번째 부분이 툰 호수의 델리겐에서 지금의 인터라켄 서역까지 건설되었다. 1874년에는 현재 인터라켄 동역을 거쳐 브리엔츠 호수에 있는 뵈니겐까지 확장되었다. 이 노선은 다른 철도와 연결되지 않았으며 두 호수의 선박을 서로 연결하고 인터라켄까지 연결하는 역할을 했다. 뵈델리 철도의 경로는 아레강을 두 번 교차하며 그 아래에 헤드룸이 거의 없는 다리를 사용하며, 이는 강을 운하로 만들려는 시도를 억제하고 철도의 역할을 유지하기 위해 의도적으로 수행된 것으로 제안되었다.
1873년부터 뵈델리 철도는 툰 호수에서 기차 페리도 운영하여 툰에서 베른-툰 철도 노선으로 화물을 연결했다. 1890년에 툰호 철도 회사는 툰의 셰르츨리겐에서 슈피츠를 거쳐 델리겐의 기존 뵈델리 철도와 연결되는 철도에 대한 허가를 얻었다. 이 노선은 1893년에 운영을 시작했으며 델리겐과 인터라켄 동역 사이의 뵈델리 철도도 임대했다. 뵈델리 철도는 1900년에 툰 호수 철도 회사에 완전히 통합되었다.
1901년에는 슈피츠에서 프루티겐으로 가는 노선이 개통되었는데, 이 노선은 알프스를 가로질러 많은 교통량을 수송하고 툰과 슈피츠 사이의 툰호선을 변형시키는 뢰치베르크선의 첫 번째 단계가 되었다. 1913년에 툰호 철도 회사는 베른-뢰치베르크-심플론 철도에 인수되어 오늘날의 BLS AG가 되었다.
뵈니겐은 1969년까지 노선의 동쪽 종착역으로 남아 있었고, 이후 인터라켄 동역(인터라켄 오스트)까지 운행이 중단되었다. 그러나 BLS는 뵈니겐의 서쪽 가장자리 노선을 따라 주요 작업장을 건설했으며 인터라켄과 정비창 사이의 트랙과 함께 여전히 열려 있다. 나머지 선은 제거되었지만, 호숫가 종점의 위치는 여전히 식별할 수 있다.
2020년 시간표 변경으로 BLS는 슈피츠와 인터라켄 사이의 세 중간역인 파울렌제, 라이시겐과 델리겐에서 서비스를 중단했다. 정기 버스 서비스는 이전에 운영되었던 시간별 레기오 서비스를 대체했다.

## 노선과 기반시설
27.9km 길이의 툰호선은 툰역에서 시작하여 스위스 연방 철도 소유의 베른에서 툰 본선과 BLS AG가 소유한 다른 2개의 노선과 교차하는 지점에서 끝난다. 하나는 베른에서 벨프를 경유하는 귀르베탈선이며, 다른 하나는 부르크도르프에서 코놀핑엔을 경유하는 부르크도르프-툰 철도이다.
중간 슈피츠역 근처에서 툰호선은 BLS AG가 소유한 2개의 추가 노선과 교차점을 가지고 있다. 츠바이지멘에서 슈피츠-에를렌바흐-츠바이지멘선과 브리크까지 뢰치베르크 노선.
이 노선은 인터라켄 동역의 동쪽에서 끝나며, 이곳에서 루체른까지 운행하며, 첸트랄반이 소유한 미터궤 브뤼닉선과 그린델발트와 라우터브루넨까지 운행하는 베른 오버란트 철도가 있다.
툰호선은 표준궤로 건설되었으며, 가공 전차선에서 공급되는 15kV 16.7Hz AC의 스위스 본선 표준을 사용하여 전철화되었다. 툰과 슈피츠 사이의 선은 이중 트랙이며, 슈피츠에서 인터라켄까지 루프를 통과할 때는 단일 트랙이다. 인터라켄을 오가는 교통체증 외에도 툰과 슈피츠 사이의 구간은 뢰치베르크선을 오가는 교통량이 많다.